# Batalla de Strumica
La batalla de Strumica tuvo lugar cerca de Strumica (o Strumitsa, actual Macedonia del Norte) en agosto de 1014 entre las fuerzas búlgaras y bizantinas. Poco después del desastre de Clidio, las tropas búlgaras bajo el emperador Samuel y su hijo Gabriel Radomir derrotaron al ejército del gobernador de Salónica, Teofilacto Botaniates, que pereció en la batalla. Después de su muerte, el emperador bizantino Basilio II se vio obligado a retirarse de Bulgaria y no pudo usar su éxito en la batalla de Clidio.

## La batalla
Después de su victoria el 29 de julio de 1014, cuando una gran parte del ejército búlgaro fue destruido, Basilio II marchó hacia el oeste y se apoderó de la pequeña fortaleza de Macusio cerca de Strumica, pero la ciudad misma permaneció en manos búlgaras. Es por eso que el emperador bizantino envió un ejército dirigido por uno de sus generales más capaces, Teofilacto Botaniates, para destruir las empalizadas al sur de la ciudad, que había sido construida por Samuel antes de la campaña. Así despejaría el camino de los bizantinos hacia Tesalónica a través del valle del río Vardar.

[Botaniates] siguió adelante y los búlgaros que custodiaban los alrededores le permitieron abrirse paso sin ser molestado. Pero cuando se estaba preparando para volver con el emperador después de haber cumplido sus órdenes, fue emboscado en un largo desfiladero. Cuando entró fue rodeado y disparado con piedras y flechas; fue asesinado y nadie pudo ayudarlo...
 — Juan Escilitzes, Historia, v. II, p. 66

El historiador Vasil Zlatarski afirma que el campo de batalla fue el cañón de Kosturino, entre el monte Belasica y el monte Plavush. Los bizantinos no pudieron organizar sus defensas en el estrecho pasaje y fueron aniquilados. La mayoría de las tropas murieron, incluido el comandante. Según el obispo Miguel de Devol, Botaniates fue asesinado por el heredero del trono búlgaro, Gabriel Radomir, quien lo atravesó con su lanza. Al enterarse de la dura e inesperada derrota, Basilio II se vio obligado a retirarse inmediatamente hacia el este y no pudo avanzar a Tesalónica como pretendía. También levantó el asedio a Strumica. Para doblegar a los búlgaros, Basilio II cegó a 99 de cada 100 soldados capturados en Clidio, dejando a estos últimos en cada grupo con un ojo para guiarlos y los envió a todos de regreso al emperador Samuel.